# داگ اسمیت
داگ اسمیت (انگلیسی: Doug Smith؛ زاده ۱۷ سپتامبر ۱۹۶۹) یک بازیکن بسکتبال اهل ایالات متحده آمریکا است.